# Stuk van 10-veld
Het stuk van 10-veld (ook wel: 'stuk van 10 Veld', 'kanon van 10 Veld' of kortweg '10-Veld') was een in 1927 bij de Nederlandse artillerie ingevoerde nikkelstalen vuurmond met een kaliber van 105 mm (lengte 4.200 mm L/40, of 4.410 mm L/42) en van het type 'geremde getrokken achterlader'. Het was de modernste vuurmond van de Nederlandse artillerie in mei 1940.

## Voorgeschiedenis
De hydropneumatisch geremde vuurmond was in de jaren twintig ontworpen door de firma Bofors en kreeg de versiebetiteling Model 1927. Het was een model veldgeschut dat in samenwerking met de ontwerpers van het Duitse Krupp tot stand was gekomen. Krupp was net als alle Duitse wapenindustrie uit Duitsland belemmerd door het Verdrag van Versailles, dat Duitsland verbood nog een eigen wapenindustrie te bezitten. Daarom waren in de landen om Duitsland heen allerhande schaduwbedrijven en participaties tot stand gekomen tussen Duitse (mede)eigenaren en de plaatselijke nering. In Nederland waren er ook enige van die schaduwfirma's of geconsolideerde samenwerkingen, zoals Siemens & Halske (Internationale Patenthandel en NV Hazemeijer), Hollandsche Industrie- en Handelmaatschappij (HIH) met Siderius AG en het scheepsontwerpbureau Nevesbu. In Zweden koos Krupp al vroegtijdig voor een samenwerking met (en participatie in) de bekende firma Bofors, waarmee gedurende het interbellum een steeds hechtere samenwerking ontstond. Het vuurmondmodel 1927 (of M.27) vertoonde enige signatuur, die men later in de moderne Duitse veldartillerie terug zou vinden.
De Nederlandse defensie-inkopers waren geïnteresseerd in verdragend veldgeschut voor vuur met indirecte richting ter ondersteuning van een divisiegroep (later werd de divisiegroep 'legerkorps' genoemd). Het geschut zou vooral voor artilleriebestrijding en logistieke verstoring in het vijandelijke achterland moeten kunnen zorgen. De contacten met Bofors voor 10,5 cm geschut bestonden al toen enige jaren voordien een 10,5 cm L/22 houwitser 'M.24' (met grote Krupp signatuur) was gekocht voor het KNIL. Vier van deze vuurmonden zouden overigens na de bevrijding van de kolonie de Nederlandse strijdkrachten opnieuw dienen.
De Boforsvuurmond die geselecteerd werd, was eigenlijk voor zijn tijd een hybride vuurmond, met de elevatie van een houwitser, maar de looplengte van een kanon. Het bereik van de vuurmond was echter voor de inkopers van een groot belang. De M.27 kon met een maximale lading een bereik van 16.500 m behalen met een vuursnelheid tot drie schoten per minuut. Daarmee troefde deze vuurmond de in 1935 ingevoerde nieuwe Duitse standaard houwitser van 105 mm (leFH.18: max. bereik 10.600 m) en de nieuwe in 1933 ingevoerde zware houwitser (sFH.18: max. bereik 13.500 m) ruimschoots af.
De vuurmond werd aangeschaft, zij het in een bescheiden aantal. Het was midden jaren twintig en defensie bezuinigde in die fase maximaal. De aanschaf van de vuurmond, die als 'stuk van 10-veld' zou worden geadministreerd, was een unicum in de magere jaren twintig. Het zeer bescheiden aantal van 36 stuks M.27 L/40 typeert reeds de schaarste die men direct weer creëerde. Men had besloten vier afdelingen van acht vuurmonden voor alle vier divisiegroepen op te richten. Vier vuurmonden waren voor onderricht en opleiding.
Het stuk had zeer moderne kwaliteiten. Het was hydropneumatisch geremd, voorzien van een zogenaamde spreidaffuit voor vuur buiten de hoofdrichting, kon in 60 graden breedte vuur uitbrengen zonder verplaatsing en had een maximale elevatie van 42 graden, wat zeer veel was voor een kanon. Het had daarnaast een maximale vuursnelheid voor korte en middellange afstand van 4-6 schoten per minuut. Voor een vuurmond die geladen werd door middel van een gescheiden lading (drijflading en projectiel los van elkaar geladen), was dit een zeer opmerkelijke prestatie. Overigens werden dergelijke vuursnelheden in de praktijk van deze vuurmonden niet snel gevraagd en konden ze op de maximale dracht, met maximale lading, ook niet worden gehaald. Op de maximale dracht (15.000 tot 16.500 m), waarbij drie kardoezen (kruitzakken) werden geladen, was een maximale vuursnelheid van 5 schoten per twee minuten het maximum. Zou men sneller vuren dan zou er grote slijtage ontstaan aan de verbrandingskamer en sluitstuk.
De 10-veld was bij voorbaat aangeschaft als zogenaamde motorartillerie en dus voorzien van een affuit met een stevige as en van reminrichting voorziene wielen met massieve rubberen banden. In de jaren twintig werd gemotoriseerd geschut door een tractor getrokken. Later werd voor de motorisatie gebruikgemaakt van de moderne Tradovrachtwagens (ontworpen door Pieter Herman van der Trappen (1895-1953) en Hub van Doorne).
Begin jaren dertig werd door de legerleiding al verlangd de 10-veld, die bijzonder goed beviel, aanzienlijk in aantal uit te breiden. De ambitie was om alle acht Nederlandse stamregimenten artillerie – die standaard bestonden uit twee afdelingen uitgerust met het stuk van 7-veld en een afdeling houwitsers van 120 of 150 mm – uit te breiden met een afdeling 10-veld en de houwitsers alle naar de legerkorpsartillerie te verplaatsen. Zodoende wilde men acht afdelingen met ieder twaalf 10-veld vuurmonden kunnen inzetten. Dat stelde de behoefte naar ten minste 96 vuurmonden voor de oorlogsorganisatie en nog vier tot acht vuurmonden voor onderricht en reserve. Uiteindelijk zou de behoefte in de jaren dertig nog verder stijgen. Onderwijl kwam er slechts goedkeuring om het bestaande arsenaal van 36 naar 52 vuurmonden uit te breiden, goed voor vier afdelingen van 10-veld en een batterij van vier voor instructie. Deze vuurmonden werden in licentie gebouwd in Nederland onder toezicht van de Artillerie-Inrichtingen, op basis van door Bofors aangeleverde smeedstukken voor de schietbuizen. De Nederlandse licentieversie had een enigszins langere schietbuis, L/42.
Nederland verkende in de tweede helft van de jaren dertig uiteindelijk de kansen om bij Bofors circa 120 vuurmonden te kunnen bestellen. Dat plan stuitte af op de afwijzing van Bofors dat vol met werk zat en beperkte grondstoffen had. Nederland zou ten slotte na overal nul op het request te hebben gekregen eindigen bij Rheinmetall. Daar bestelde Nederland 120 vuurmonden van een aangepast type van de Duitse standaardhouwitser van 10,5 cm. Acht stuks werden direct geleverd voor onderricht, maar de munitie moest Nederland zelf maar aanmaken. De vuurmonden zouden uiteraard nooit geleverd worden. De partijen die gereed stonden, werden nooit afgeleverd en zouden door het Duitse Heer (Wehrmacht) zelf als 10,5 cm leichte Feldhaubitze 18/39 in gebruik worden genomen. Deze versie had een groter bereik (12.300 m) dan de oorspronkelijke Duitse standaard.
De 10-veldvuurmond werd ingedeeld als divisiegroep artillerie. Eind jaren dertig, toen de Nederlandse landmacht een modernere organisatiestructuur kreeg, ontstond de benaming legerkorps en zodoende werd toen gesproken van de legerkorpsartillerie. De bedoeling was dat deze de lange arm voor de divisies zou worden, maar in mei 1940 was door te late aankopen behoudens de vier afdelingen 10-veld geen lange arm te vinden. De naast de 10-veld provisorisch toegevoegde legerkorpsartillerie bestond uit oud vestinggeschut en gedateerde houwitsers, geen ervan met een bereik groter dan 8.500 m. Zodoende bleven de 52 stukken 10-veld de enige werkelijk moderne stukken artillerie in de operationele gelederen van de landmacht.
Voor de 10-veld was slechts één soort munitie beschikbaar, behoudens een exercitiepatroon. Dat was een trotyl gevulde brisantgranaat van 16 kg. Deze kon worden voorzien van een eenvoudige schokbuis of van een versnelde of vertraagde tijdbuis. Voor afstanden tot 12.500 meter was een enkele lading voldoende, tussen 12.500 m en 15.500 m was een tweede lading noodzakelijk en voor de grootste dracht een derde lading. Ter indicatie van de tijd die een granaat benodigde over de maximale dracht, is tijdens schiettesten vastgesteld dat over een dracht van 16.300 m een tijd van 58 seconden verstreek. Als men bedenkt dat de vV (de mondingssnelheid) bij maximale lading 750 m/s bedraagt, dan kan men nagaan dat de werkelijke afstand die een granaat aflegt, veel groter is dan de horizontale dracht.

## Mei 1940
Het Nederlandse leger had in mei 1940 de beschikking over 52 vuurmonden van het type 10-veld. Voor zover bekend waren ze allemaal mechanisch in orde en dus operationeel. Er was een onbekend aantal vuurmonden in productie bij de Artillerie-Inrichtingen, waar uit een inventarisatie blijkt dat enkele smeedstukken voor nieuwe 10-veld schietbuizen op voorraad werden gehouden. Of dit voor vervanging van schietbuizen was of nieuwbouw is niet bekend.
De beschikbare 10-veldvuurmonden werden verdeeld over de vier regimenten 9.RA tot en met 12.RA, welke elk slechts uit één afdeling bestonden. Elk van de vier Nederlandse legerkorpsen kreeg zijn eigen regiment legerkorpsartillerie. De laatste, behorende tot het 2e Legerkorps dat het zuiden van de Grebbelinie verdedigde, kreeg een vierde batterij. Een stuk van 10-veld kende een bediening van acht man en een stukscommandant. Een afdeling 10-veld bestond uit een staf van 135 man (inclusief munitietrein) en drie (of vier) batterijen van ieder circa 100 man.
I-9.RA was ingedeeld bij het 4e Legerkorps, dat de noordelijke sector van de Grebbelinie verdedigde. Het zou gedurende de meidagen enige storende vuren op het ontplooiingsgebied van de Duitse 227e Infanteriedivisie afgeven, maar overigens geen actie zien.
I-10.RA was ingedeeld bij het 1e Legerkorps, dat binnen de Vesting Holland in reserve werd gehouden. De afdeling stond nabij Rotterdam en zou met afstand de meeste actie zien. Direct in de ochtend van 10 mei 1940 werd het ingeschakeld om vanaf een opstelling bij de Kralingse Plas het door de Duitsers bezette vliegveld Waalhaven te beschieten. Deze beschietingen werden de navolgende twee dagen voortgezet, terwijl ook een sectie 10-veldgeschut van de afdeling naar het Nieuwe Maas front in de stad werd gestuurd voor beschieting met directe richting van enige Duitse doelen. Ook het Noordereiland, prominent bezet door de Duitse troepen, werd een aantal maal beschoten. De afdeling zou tot aan de capitulatie in Rotterdam actief blijven.
I-11.RA was ingedeeld bij het 3e Legerkorps, dat oorspronkelijk in Noord-Brabant lag, werd direct tijdens de eerste oorlogsdag naar de sector Gorinchem, nadien Zaltbommel verplaatst. De afdeling werd op de tweede oorlogsdag over Gorinchem aangetrokken door de Lichte Divisie die in de Alblasserwaard was ontplooid. Pas op de derde oorlogsdag kwam de afdeling voor het eerst tot het afgeven van vuur, waarbij een Duitse concentratie nabij Oostendam werd beschoten. Nadien verplaatste de afdeling zich naar de sector Sliedrecht met de bedoeling om de gevechten op het Eiland van Dordrecht te ondersteunen. Uiteindelijk werd door veldcommandanten telkens bezwaar gemaakt tegen vuursteun door de afdeling, zodat deze – behoudens een herhaald vuur op de sector Oostendam – geen nieuw vuur uitbracht. Dat was opmerkelijk, want men bevond zich in het brandpunt van de Duitse opmars naar Rotterdam en de gevechten rond Dordrecht.
I-12.RA was ingedeeld bij het 2e Legerkorps in het zuidelijke deel van de Grebbelinie, tussen de Rijn bij Rhenen en de sector Scherpenzeel. Dit zou het zwaartepunt blijken te zijn van de aanval van het Duitse 10e Legerkorps, dat hier met twee infanteriedivisies, twee zelfstandige Waffen-SS regimenten en legerkorpstroepen de Grebbelinie zou aanvallen. De afdeling 10-veld stond opgesteld bij Elst, met als hoofdschootsrichting de sector Ede, waar een groot acces in de inundaties voor de linie te vinden was. De afdeling was voorzien van een vierde batterij, maar raakte op de eerste oorlogsdag alweer zijn 3e Batterij kwijt toen bevel werd gegeven deze naar de sector Den Haag over te brengen in verband met de Duitse luchtlandingen aldaar. De afdeling kwam in de middag van 10 mei reeds tot inzet ter ondersteuning van huzarenacties in de sector tussen de IJssellinie en de Grebbelinie, waar de Duitsers al sinds de late ochtend van de eerste oorlogsdag binnen waren gedrongen via Westervoort. De verdragende vuren van de afdeling namen strategische kruispunten onder vuur in de sector Ede en bij Renkum. De dagen nadien herhaalde zich deze inzetten in het voorterrein van de linie. Opmerkelijk genoeg zou de afdeling slechts een enkele keer door de legerkorpsartilleriecommandant worden ingezet ter ondersteuning van de felle strijd bij de Grebbeberg. Die beperkte inzet was vooral te wijten aan het ontbreken van betrouwbare gegevens rond de vijandelijke artillerielocaties. En zonder die gegevens wenste men de schaarse vuurmonden en dito munitie niet in te zetten. Dat gebeurde wel toen Duitse gereedstelling werd geconstateerd in de sector voor Scherpenzeel. Effectief nachtelijk vuur, dat in de Duitse verslagen als uiterst precies en verstorend werd genoteerd, en dat samen met andere artillerie-eenheden werd afgegeven, zorgde voor een aanzienlijke vertraging bij de aanval van de Duitse divisie van 13 mei 1940 in de sector Scherpenzeel. Deze aanval zou uiteindelijk door gecombineerde inzet van infanterie en artillerie door de Nederlanders worden afgeslagen. In de late middag en daaropvolgende avond van 13 mei trok de afdeling zich met de rest van het legerkorps terug op de Vesting Holland en zou geen actie meer zien tot aan de capitulatie.
Vrijwel alle vuurmonden vielen onbeschadigd in Duitse handen en zouden in Frankrijk door het bezettingsleger worden gebruikt bij de kustdefensie. De Duitsers zetten deze vuurmonden in als 'Schwere 10,5 cm Kanone 335 (h)'.

## Specificaties
- Kaliber: 105 mm
- Lengte schietbuis: 4.200 mm (L/40) of 4.410 mm (L/42)
- Massa: 3.650 kg (vuurgerede vuurmond L/40), 3.750 kg (L/42)
- Massa (schietbuis met sluitstuk): 1.183 kg (L/40)
- Vuursnelheid: 4-6 schoten per minuut tot 12.500 m, 2-3 schoten per minuut tot 16.500 m
- Max. bereik: 16.500 m, normaal bereik tot 12.500 m
- Munitietype: gescheiden lading
- Munitiesoort: brisantgranaat (tijd- en schokbuis), losse (oefen)patroon
- Mondingssnelheid: 550 m/s (lading 1), 700 m/s (lading 2), 750 m/s (lading 3)
- Rem: hydropneumatisch geremd
- Traverse: 30 graden naar beide richtingen
- Elevatie: -3/+43 graden.
- Bediening: 8 man plus stukscommandant
- Tractie: tractor of Tradovrachtwagen

## Trivia
- Het Nationaal Militair Museum heeft een exemplaar in de collectie